# کریستینا اسکارلات
کریستینا اسکارلات (به انگلیسی: Cristina Scarlat) (زاده ۳ مارس ۱۹۸۱) خواننده اهل مولداوی است.
او در مسابقه آواز یوروویژن ۲۰۱۴ نماینده مولداوی بود.